# SG Flensburg-Handewitt
SG Flensburg Handewitt es un equipo de balonmano de la localidad de Flensburgo, Alemania. Actualmente milita en la Bundesliga alemana.
Debido a su ubicación cercana a la frontera con Dinamarca, el equipo ha contado con numerosos jugadores daneses.

## Palmarés
- Bundesligas alemanas: 3
  - 2004, 2018, 2019
- Copas:4
  - 2003, 2004, 2005, 2015
- Copa EHF/EHF European League: 3
  - 1997, 2024, 2025
- Recopa de Europa: 2
  - 2001, 2012
- Liga de Campeones de la EHF: 1
  - 2014

## Plantilla 2024-25

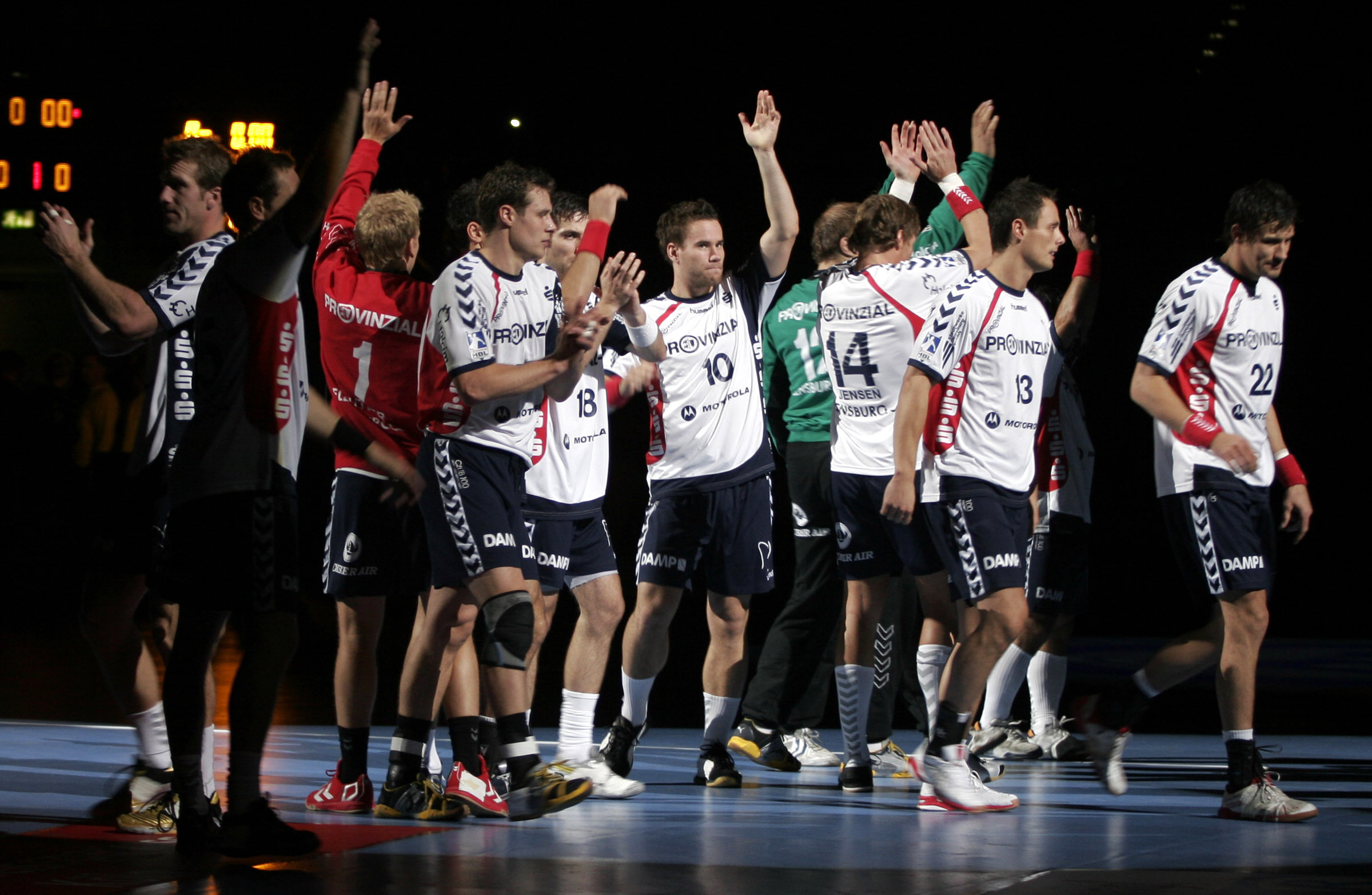
SG Flensburg-Handewitt

|  | Porteros - 1 Benjamin Burić - 20 Kevin Møller Extremos izquierdos - 29 August Pedersen - 31 Emil Jakobsen Extremos derechos - 26 Jóhan Hansen - 27 Aksel Horgen Pívots - 4 Johannes Golla - 25 Lukas Jørgensen - 43 Blaž Blagotinšek | Laterales izquierdos - 2 Simon Pytlick - 64 Lasse Møller Centrales - 19 Oskar Czertowicz - 22 Mads Mensah Larsen - 24 Jim Gottfridsson - 34 Thilo Knutzen Laterales derechos - 5 Niclas Kirkeløkke - 33 Kay Smits |